# Oil of Every Pearl's Un-Insides
Oil of Every Pearl's Un-Insides (stilizzato OIL OF EVERY PEARL'S UN-INSIDES) è il primo e unico album in studio della produttrice discografica, cantante e DJ britannica Sophie, pubblicato il 15 giugno 2018.

## Descrizione
Dopo aver lasciato l'etichetta Numbers nel 2015, Sophie non pubblicò alcuna traccia da solista e collaborò con artisti come Charli XCX, Vince Staples e MØ.
La campagna di promozione dell'album iniziò nel mese di settembre del 2017, oltre un mese prima dell'annuncio e dell'uscita del primo singolo. Sophie dichiarò che avrebbe partecipato a un concerto il mese seguente a Los Angeles che venne definito "debutto dal vivo".
Cinque giorni prima della data prevista per l'evento, il 19 ottobre 2017, Sophie pubblicò a sorpresa il singolo di debutto dell'album, It's Okay to Cry, insieme a un video musicale, che segnò la sua prima pubblicazione solista da due anni. Non solo è stata la sua prima canzone a presentare la propria voce e immagine, ma fu anche il momento in cui dichiarò pubblicamente di essere una donna transgender.
La maggior parte delle voci dell'album proviene dall'amica e collaboratrice Cecile Believe, precedentemente conosciuta come Mozart's Sister. La coppia aveva già collaborato al brano The Way I Am.
Originariamente ipotizzato dai fan per essere intitolato Whole New World (in gran parte dovuto al fatto che il primo singolo fosse accompagnato dalla singolare frase "WHOLE NEW WORLD", così come gli eventi live in corso con Whole New World / Pretend World), Sophie scrisse una serie di post personali su Instagram il 3 aprile 2018 ringraziando i suoi amici e collaboratori e anche confermando che l'album era finito. Il vero titolo dell'album, Oil of Every Pearl's Un-Insides, venne svelato quasi un mese dopo in un'intervista rilasciata su Crack Magazine.
L'album venne anticipato dai singoli It's Okay to Cry, Ponyboy e Faceshopping.

## L'album
In Oil of Every Pearl's Un-Insides, Sophie attinge a certe espressioni di musica pop che vengono trasfigurate in chiave futuristica, surreale e sperimentale. L'album contiene tre singoli: It's Okay to Cry, una ballata in cui l'artista canta per la prima volta, Ponyboy (in cui ha collaborato con il collettivo FlucT per coreografare "un drammatizzato ménage à trois") e la rumorista Faceshopping, sulla differenza di genere, la bellezza e il corpo. Il video di quest'ultima traccia distorce i rendering 3D del volto di Sophie collegandoli con immagini stroboscopiche.

## Accoglienza
| Recensione           | Giudizio |
| -------------------- | -------- |
| Metacritic           | 86/100   |
| The Guardian         | [ 18 ]   |
| The Line of Best Fit | 7.5/10   |
| Pitchfork            | 8.6/10   |
| Resident Advisor     | 4.3/5    |
| Rolling Stone        | [ 22 ]   |
| Tiny Mix Tapes       | [ 23 ]   |
| Rumore               | 75/100   |

L'album è stato acclamato dalla critica. Su Metacritic ha un punteggio di 86 su 100, basato su 14 recensioni, che indicano "un plauso universale".
In una recensione di Tiny Mix Tapes, Jessie Jeffrey Dunn Rovinelli ha scritto che l'album "riecheggia e ripete un sé frammentato, individuando questa frattura come qualcosa orientato verso il futuro, verso una nuova immagine della musica pop, verso un nuovo modo di essere e divenire, verso un nuovo modo di spostare le membra su una pista da ballo con gli altri", affermando che "è incredibile".
Giorgio Valletta di Rumore sostiene che l'album è "riuscito", ma ritiene che "si ha la sensazione che da qui sia difficile immaginare nuovi sbocchi".

## Tracce
Testi e musiche di Sophie Xeon, eccetto dove indicato.
1. It's Okay to Cry – 3:51
2. Ponyboy – 3:15 (musica: Sophie Xeon, Caila Thompson-Hannant)
3. Faceshopping – 3:57 (testo: Cécile Bellocq – musica: Sophie Xeon, Caila Thompson-Hannant)
4. Is It Cold in the Water? – 3:32 (musica: Sophie Xeon, Caila Thompson-Hannant)
5. Infatuation – 4:40 (musica: Sophie Xeon, Caila Thompson-Hannant)
6. Not Okay – 1:49
7. Pretending – 5:53
8. Immaterial – 3:53 (musica: Sophie Xeon, Caila Thompson-Hannant)
9. Whole New World / Pretend World – 9:08 (musica: Sophie Xeon, Caila Thompson-Hannant)